# Hockey su prato alla XXVII Universiade - Torneo maschile
Il torneo maschile di hockey su prato alla XXVII Universiade si è svolto dal 7 al 15 luglio 2013 a Kazan', in Russia.

## Squadre qualificate
- Corea del Sud
- Francia
- Germania
- Giappone
- Italia

- Malaysia
- Polonia
- Russia
- Sudafrica
- Ucraina

## Risultati

### Fase a gironi

#### Gruppo A
| Pos. | Squadra   | Pt | G | V | N | P | GF | GS | DR  |
| ---- | --------- | -- | - | - | - | - | -- | -- | --- |
| 1.   | Russia    | 12 | 4 | 4 | 0 | 0 | 16 | 4  | +12 |
| 2.   | Malaysia  | 9  | 4 | 3 | 0 | 1 | 14 | 7  | +7  |
| 3.   | Sudafrica | 4  | 4 | 1 | 1 | 2 | 11 | 12 | -1  |
| 4.   | Italia    | 4  | 4 | 1 | 1 | 2 | 10 | 15 | -5  |
| 5.   | Polonia   | 0  | 4 | 0 | 0 | 4 | 8  | 21 | -13 |

| Data           | Ora         | Partita   | Partita | Partita   |
| -------------- | ----------- | --------- | ------- | --------- |
| 7 luglio 2013  | 14:30 UTC+4 | Malaysia  | 7 - 1   | Polonia   |
| 7 luglio 2013  | 16:30 UTC+4 | Sudafrica | 4 - 4   | Italia    |
| 8 luglio 2013  | 14:30 UTC+4 | Sudafrica | 4 - 2   | Polonia   |
| 8 luglio 2013  | 16:30 UTC+4 | Russia    | 3 - 0   | Italia    |
| 10 luglio 2013 | 15:30 UTC+4 | Polonia   | 4 - 5   | Italia    |
| 10 luglio 2013 | 17:30 UTC+4 | Russia    | 4 - 1   | Malaysia  |
| 11 luglio 2013 | 15:30 UTC+4 | Italia    | 1 - 4   | Malaysia  |
| 11 luglio 2013 | 17:30 UTC+4 | Sudafrica | 2 - 4   | Russia    |
| 13 luglio 2013 | 14:30 UTC+4 | Malaysia  | 2 - 1   | Sudafrica |
| 13 luglio 2013 | 16:30 UTC+4 | Russia    | 5 - 1   | Polonia   |

#### Gruppo B
| Pos. | Squadra       | Pt | G | V | N | P | GF | GS | DR  |
| ---- | ------------- | -- | - | - | - | - | -- | -- | --- |
| 1.   | Francia       | 12 | 4 | 4 | 0 | 0 | 30 | 8  | +22 |
| 2.   | Germania      | 9  | 4 | 3 | 0 | 1 | 17 | 7  | +10 |
| 3.   | Corea del Sud | 2  | 4 | 0 | 2 | 2 | 16 | 25 | -9  |
| 4.   | Giappone      | 2  | 4 | 0 | 2 | 2 | 8  | 17 | -9  |
| 5.   | Ucraina       | 2  | 4 | 0 | 2 | 2 | 7  | 21 | -14 |

| Data           | Ora         | Partita       | Partita | Partita       |
| -------------- | ----------- | ------------- | ------- | ------------- |
| 7 luglio 2013  | 10:00 UTC+4 | Corea del Sud | 5 - 5   | Ucraina       |
| 7 luglio 2013  | 12:00 UTC+4 | Giappone      | 2 - 5   | Francia       |
| 8 luglio 2013  | 10:00 UTC+4 | Germania      | 4 - 0   | Ucraina       |
| 8 luglio 2013  | 12:00 UTC+4 | Corea del Sud | 4 - 11  | Francia       |
| 10 luglio 2013 | 9:00 UTC+4  | Francia       | 10 - 0  | Ucraina       |
| 10 luglio 2013 | 11:00 UTC+4 | Germania      | 6 - 0   | Giappone      |
| 11 luglio 2013 | 9:00 UTC+4  | Ucraina       | 2 - 2   | Giappone      |
| 11 luglio 2013 | 11:00 UTC+4 | Germania      | 5 - 3   | Corea del Sud |
| 13 luglio 2013 | 10:00 UTC+4 | Giappone      | 4 - 4   | Corea del Sud |
| 13 luglio 2013 | 12:00 UTC+4 | Germania      | 2 - 4   | Francia       |

### Finali
| Data            | Ora             | Partita         | Partita           | Partita         |
| Finale 9º posto | Finale 9º posto | Finale 9º posto | Finale 9º posto   | Finale 9º posto |
| --------------- | --------------- | --------------- | ----------------- | --------------- |
| 15 luglio 2013  | 9:00 UTC+4      | Polonia         | 3 - 3 (3 - 4 dtr) | Ucraina         |
| Finale 7º posto |                 |                 |                   |                 |
| 15 luglio 2013  | 13:30 UTC+4     | Italia          | 1 - 4             | Giappone        |
| Finale 5º posto |                 |                 |                   |                 |
| 15 luglio 2013  | 16:00 UTC+4     | Sudafrica       | 4 - 3             | Corea del Sud   |
| Finale 3º posto |                 |                 |                   |                 |
| 15 luglio 2013  | 18:15 UTC+4     | Malaysia        | 3 - 4             | Germania        |
| Finalissima     |                 |                 |                   |                 |
| 15 luglio 2013  | 11:15 UTC+4     | Russia          | 2 - 1             | Francia         |